# Dungeon Master (videogioco)
Dungeon Master è un videogioco di ruolo prodotto nel 1987 dalla software house FTL Games per il sistema Atari ST, e poi convertito ad altre piattaforme a 16 bit, con grande successo di critica.

## Modalità di gioco
Dungeon Master si sviluppa in tempo reale, anziché secondo una meccanica a turni com'era più comune ai tempi nel suo genere, e si avvale di una visuale in soggettiva all'interno di ambienti tridimensionali.
Scopo del gioco è inoltrarsi in un dungeon composto da 14 livelli per recuperare un prezioso artefatto. L'interazione del giocatore con il mondo di gioco avviene tramite il mouse per manipolare oggetti e ambientazioni, cliccandoci sopra all'interno della visuale in prima persona.
All'inizio del gioco è necessario creare un proprio party scegliendo da una rosa di 24 personaggi, i "campioni". Il party può comprendere da 1 a 4 elementi.
Ciascun membro del party è in grado di specializzarsi in 4 differenti abilità: Ninja, Fighter (guerriero), Wizard (mago) e Priest (prete). Ogni campione possiede da una a quattro di queste abilità, alle volte partendo dal livello minimo (denominato Neophyte, neofita), ma più spesso no. Per esempio, un campione può partire con le abilità Neophyte Ninja e Novice Wizard.
Al guadagnare di punti esperienza, il livello di un'abilità sale: sta al giocatore decidere come distribuire i punti esperienza, in modo da far salire di livello l'abilità che più interessa, oppure per mantenere un equilibrio tra le abilità.
Salire di livello aumenta in ogni caso i punti salute e i punti resistenza del campione, ma porta determinati vantaggi collegati a quella data abilità. Per esempio, rafforzare l'abilità Ninja di un personaggio aumenterà le sue caratteristiche di forza e destrezza, mentre potenziare l'abilità Priest aumenterà la saggezza, la quantità di mana e la resistenza alle magie di quel campione.
Per lanciare gli incantesimi è necessario utilizzare alcune rune magiche da disporre in sequenza. Dato che né all'interno del gioco né sul manuale allegato sono descritte le sequenze da effettuare per lanciare determinati incantesimi, il giocatore deve procedere per tentativi; tuttavia, è possibile intuire l'effetto di un incantesimo guardando la forma delle rune, che ne rappresentano la forma o la funzione tramite simboli. Per fare un esempio, per lanciare una fireball (palla di fuoco) si devono usare le rune con il simbolo del fuoco e il simbolo dell'ala.

## Conversioni del gioco
Dungeon Master è stato il videogioco per Atari ST più venduto di tutti i tempi, e si calcola sia stato giocato sul 50% di tutti gli Atari ST mai esistiti. Questa notorietà ha portato naturalmente a una serie di conversioni per i più svariati sistemi, prima fra tutte quella per Amiga uscita nel 1988. Questa versione, esattamente analoga al gioco originale, fu il primo videogioco ad avvalersi di effetti sonori stereofonici.
Altre conversioni furono quelle per MS-DOS, Apple IIGS, X68000, PC-9801, FM Towns e Super Nintendo.
Nel corso degli anni inoltre numerosi appassionati hanno realizzato versioni casalinghe gratuite del gioco per svariati sistemi e in diversi linguaggi di programmazione, incluso Java.

## Cronologia
- Dungeon Master (1987)
  - Chaos Strikes Back (1989, espansione al gioco)
  - Dungeon Master: Theron's Quest (1992), versione migliorata per TurboGrafx CD
- Dungeon Master II: The Legend of Skullkeep (1993)
- Dungeon Master Nexus (1998)